# Сладкий (Ростовская область)
Сладкий — хутор в Сальском районе Ростовской области.
Входит в состав Ивановского сельского поселения.

## География
На хуторе имеется одна улица -  Новомирская.

## Население
Динамика численности населения
| 1926 |
| ---- |
| 90   |

| 2010 |
| ---- |
| 41   |